# Барриос Вера, Томас
Марсело Томас Барриос Вера (исп. Marcelo Tomás Barrios Vera; род. 10 декабря 1997, Чильян, Био-Био) — чилийский профессиональный теннисист; победитель одного турнира АТР в парном разряде; трёхкратный призёр Панамериканских игр. Участник летних Олимпийских игр 2020 года.

## Спортивная карьера
Барриос Вера начал заниматься теннисом в возрасте трех лет и добился значительных успехов в юниорском возрасте. В 2015 году он сыграл в трех из четырех турниров Большого шлема. При этом на Открытом чемпионате Франции ему удалось выйти в четвертьфинал, где он проиграл Тейлору Фрицу. На Уимблдоне ему удалось выйти в 1/8 финала, в то время как на Открытом чемпионате США он выбыл уже в первом раунде. Его лучшим результатом в мировом рейтинге юниоров было 5-е место.
Уже в 15 лет Барриос Вера сыграл свои первые матчи в профессиональном туре. В основном он участвовал в турнирах серии «фьючерс», а также серии «челленджер». На начало 2023 года ему удалось выиграть четыре титула в одиночном разряде и три титула в парном разряде в рамках серии «фьючерс». Его первым успехом на «челленджерах» стала победа в парном разряде в Сантьяго-де-Чили в 2017 году. Вместе со своим соотечественником Николасом Ярри они получил приглашение в турнир и пробились в финал.
В 2017 году Барриос Вера дебютировал за чилийскую команду на Кубке Дэвиса. В матче против Доминиканской Республики он выиграл третий, уже незначительный одиночный матч у Хосе Оливареса.
В 2019 году чилиец принял участие в Панамериканских играх в Лиме. В одиночном разряде он сумел дойти до финала, в котором уступил бразильцу Жоао Менезесу. В 2021 году Барриос Вера впервые в карьере сыграл в основной сетке турнира Большого шлема. На Уимблдоне он уступил в первом же раунде Кевину Андерсону. На летних Олимпийских играх 2020 года в Токио он сыграл в одиночном разряде, где в первом же круге уступил французу Жереми Шарди.
В 2022 году на Открытом чемпионате Австралии чилиец, победив в квалификации, вновь сыграл в первом раунде основного турнира, где уступил японцу Таро Даниэлю.

## Рейтинг на конец года
| Год  | Одиночный рейтинг | Парный рейтинг |
| 2023 | 103               | 725            |
| 2022 | 230               | 336            |
| 2021 | 147               | 264            |
| 2020 | 254               | 275            |
| 2019 | 322               | 518            |
| 2018 | 345               | 520            |
| 2017 | 563               | 483            |
| 2016 | 460               | 702            |
| 2015 | 724               | 684            |
| 2014 | 1855              |                |

## Выступления на турнирах

### Финалы турнировATPв парном разряде (1)

#### Победа (1)
| Легенда                     |
| --------------------------- |
| Турниры Большого шлема (0)* |
| Итоговый турнир ATP (0)     |
| Мастерс (0)                 |
| АТР 500 (0)                 |
| АТР 250 (0+1)               |

| Титулы по покрытиям | Титулы по месту проведения матчей турнира |
| ------------------- | ----------------------------------------- |
| Хард (0)*           | Зал (0)                                   |
| Грунт (0+1)         | Зал (0)                                   |
| Трава (0)           | Открытый воздух (0+1)                     |
| Ковёр (0)           | Открытый воздух (0+1)                     |

* количество побед в одиночном разряде + количество побед в парном разряде.
| №  | Дата         | Турнир         | Покрытие | Партнёр          | Соперники в финале      | Счёт    |
| 1. | 2 марта 2024 | Сантьяго, Чили | Грунт    | Алехандро Табило | Орландо Лус Матиас Сото | 6-2 6-4 |